# François Magendie
François Magendie (Bordeus, 15 d'octubre de 1783 - Sannois, 7 d'octubre de 1855), fou un metge i fisiòleg francès. Era fill d'Antoine Magendie (cirurgià a Bordeus) i de Nicole de Perey de Launay. Exercí la medicina a l'Hôtel-Dieu de París i a l'hospital de la Salpêtrière abans d'ocupar la primera càtedra de fisiologia del Collège de France. És considerat com un dels pioners de la fisiologia experimental moderna.

## Biografia
L'any 1830 va fundar el primer laboratori de fisiologia de França. El seu alumne més destacat va ser Claude Bernard. De fet, les impressionants aportacions de Bernard a la medicina i a la fisiologia de la ciència es deuen en gran manera a la controvertida relació professional i personal que va mantenir amb el seu mestre.
La seva activitat professional i docent la va desenvolupar a l'Hôtel-Dieu, l'hospital Saint Louis, l'École de Médecine, la Faculté de Médecine, l'École Pratique, l' Academie des Sciences i la Salpêtrière (on va ser nomenat adjunt a 1826). En 1819 fou escollit membre de l'Acadèmia de Medicina i, dos anys després, de l'Acadèmia de les Ciències. En 1829 va arribar a ser president de la Societé Médicale d'Emulation, que va tenir entre els seus iniciadors precisament a Xavier Bichat. En 1852, coincidint amb l'últim curs que va impartir al Collège de France, va ser condecorat amb la Legió d'Honor. Un mes després, Espanya el va nomenar Cavaller de l'Orde de Carles III. La seva carrera professional no va estar exempta de rivalitats i lluites amb col·legues, que es van veure agreujades pel seu caràcter difícil. De fet, el 1813 va arribar a dimitir del seu càrrec a la facultat de medicina per obrir una consulta privada i oferir cursos de fisiologia pel seu compte. La seva activitat docent es va centrar en l'anatomia, la cirurgia i la fisiologia.
Al juny de 1821 va editar el primer número del seu Journal de Physiologie Expérimentale, que posteriorment passaria a anomenar-se Journal de Physiologie Expérimentale et Pathologique. El títol indica clarament quins eren els interessos i l'orientació científica de Magendie. Va resultar ser un èxit, a més de tractar-se de la primera publicació d'aquestes característiques a França.
La idea bàsica que va intentar transmetre Magendie tant als seus estudiants de medicina com al molt variat públic que assistia als seus cursos al Collège de France és la següent: l'ésser viu i els fenòmens que el caracteritzen no constitueixen un reducte a part del resta dels fenòmens de la natura que estudien altres disciplines, com la física i la química.
Amb aquest discurs, Magendie pretenia tornar a la medicina de la seva època el prestigi social de què gaudien altres ciències. Implicava a més una presa de postura respecte a qüestions -aquesta vegada extracientífiques - relatives a l'essència dels fenòmens vitals ia la possibilitat d'estudiar-los seguint un mètode científic. En donar a aquesta última qüestió una resposta afirmativa, Magendie es va veure impel·lit a avançar algunes teories sobre el mètode científic en medicina. Aquests ideals científics i filosòfics van ser transmesos a diverses generacions d'estudiants de medicina a través del Précis élémentaire de physiologie (1816-1817).

## Aportacions a la medicina

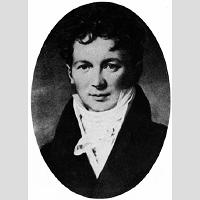
François Magendie.

El seu reduccionisme metodològic el va portar a establir les bases de la farmacologia moderna, en entendre que les substàncies químiques contingudes pels remeis naturals havien de poder ser aïllades i administrades als pacients. Així va descobrir en 1819, en col·laboració amb Josep Pelletier, l'emetina, que és el principi actiu de la ipecacuana. Va estudiar així mateix l'acció i preparació d'un gran nombre de fàrmacs, entre els quals destaquem l'estricnina, la morfina, l'opi, l'àcid prússic, l'oli de croton, el cianur de potassi, la narcotina, la narceïna, la codeïna, la veratrina, la quinina i la cinconina. La "solució de Magendie", per exemple, consisteix en un preparat de sulfat de morfina en aigua per a la seva administració per via hipodèrmica. El text que recollia totes aquestes idees (Formulaire pour la Preparation et l'emploi de nouveaux médicamens ) es va publicar a París el 1821.
Són famosos els experiments en què seccionava les arrels espinals anteriors o posteriors de gossos vius amb la finalitat de determinar si la funció d'aquests teixits era motora o sensitiva. Atès que els resultats que obtenia resultaven ser contradictoris, va aprofitar l'ocasió per veure reforçat el seu demolidor i àcid escepticisme, i per iniciar una interminable i agra polèmica amb Charles Bell. Calgué esperar a Claude Bernard per trobar una explicació a aquesta contradicció -només aparent- dels resultats. L'empirisme de Magendie no oferia als científics cap garantia de l'existència de lleis universals a la natura.
Malgrat les seves extraordinàries virtuts com a observador, experimentador i clínic, va arribar a sostenir que ni la febre groga ni el còlera eren malalties contagioses. Com a Director del Comitè Assessor d'Higiene Pública, va arribar a desaconsellar l'ús de la quarantena en aquests casos, la qual cosa va tenir desastroses conseqüències per a la salut pública. Un altre dels seus errors més famosos va consistir a rebutjar amb increïble obstinació l'ús de l'anestèsia en la pràctica quirúrgica, malgrat que l'ús de l'èter s'estava introduint amb gran èxit als Estats Units i a la Gran Bretanya.
En el seu "haver" cal comptar, però, la constatació de l'existència d'un principi contagiós a la saliva dels gossos rabiosos, la detenció dels moviments peristàltics de l'esòfag després de la secció del nervi vague, l'explicació de per què l'aliment no torna a l'esòfag des de l'estómac, l'estudi de nombrosos fenòmens fisiològics i patològics com la velocitat de circulació del quil, la funció de molts nervis emprant el criticat -pel cruel- mètode de seccionar en gossos, el flux pulsatiu de la sang en les artèries immediates al cor, les modificacions de la tensió arterial, els òrgans d'absorció dels mamífers, la mecànica de la ventilació pulmonar, el vòmit i els fàrmacs que el provoquen o l'inhibeixen, el paper de l'epiglotis en la deglució, les característiques del fons d'ull, els càlculs de la vesícula, la tuberculosi, els efectes de l'estricnina, l'influx dels moviments respiratoris en l'hemodinàmica, el timpà, els parells cranials, la quinina, els mecanismes i el tractament de l'asfíxia, els sorolls cardíacs, el líquid cefalorraquidi, la glucèmia basal, la sensibilitat recurrent, la calor animal, i un llarg etcètera de fenòmens fisiològics, patològics, anatòmics i toxicològics. Fins i tot hi una estructura anatòmica que porta el seu nom: el Forat de Magendie, un orifici que comunica el quart ventricle amb l'espai subaracnoidal.
Han passat a la història seus famosos cursos de fisiologia al Collège de France, perquè en ells Magendie, lluny d'exposar lliçons magistrals purament teòriques, portava la fisiologia allà mateix, a la taula de dissecció. Aquestes lliçons van ser publicades, i reeditades en 1842 sota el -llavors- provocador títol de Lliçons sobre els fenòmens físics de la vida.

## Pensament

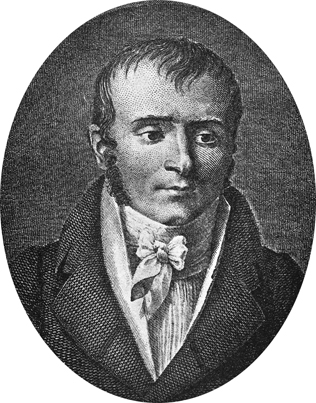
Xavier Bichat

El pensament de Magendie es pot entendre com una reacció enfront de les teories vitalistes de Xavier Bichat, que li havien estat inculcades en la seva etapa d'estudiant a la facultat de medicina. Tanmateix, això no fa de Magendie yb reduccionista que entengui que els éssers vius no són més que màquines fisicoquímiques extremadament complexes. El reduccionisme de Magendie es va a limitar al pla merament metodològic. Així, la filosofia de la vida de Magendie pot ser entesa com una forma molt peculiar de vitalisme. Aquest estrany vitalisme ha resultat ser, d'altra banda, un dels paisatges filosòfics més fecunds de la biologia actual.
Bichat entenia que la matèria viva es caracteritzava per la seva capacitat per transgredir les lleis de la física. Així, les membranes "vives" no es comporten com la resta de les membranes naturals, en la mesura que "saben triar" entre el bo i el dolent i, d'aquesta manera, deixen passar el que convé a l'organisme i rebutgen el que li podria resultar nociu. La fisiologia de Bichat descomponia els organismes vius en unes unitats -elementals però complexes- a les que anomenava "teixits". Aquesta forma estranya d'intel·ligència i capacitat de discerniment tenia la seva seu, per tant, en els teixits. Allà adoptava la forma del que Bichat denominava "propietats vitals". Entre elles, cobraven un valor explicatiu bàsic en la seva patologia les nocions de "contractilitat" i "sensibilitat orgànica".
Magendie dirigirà tot el seu sarcasme contra aquests conceptes bàsics de la fisiologia de Bichat, a la qual acusarà de vaga, vitalista i deliberadament fosca. Davant seu, oferirà una filosofia de la biologia basada en la hipòtesi que els fenòmens biològics han de poder interpretar-se en termes fisicoquímics. D'això es derivarà un nou criteri de demarcació per a aquesta incipient disciplina: la tasca del biòleg -i, per tant, la del metge consistirà a fer que sigui cada vegada més gran el nombre de fenòmens biològics que passin a ser interpretats en termes exclusivament fisicoquímics.
No obstant això, serà el mateix Magendie qui establirà un límit a aquest assertiu reduccionisme. Així, admetrà l'existència d'un nucli dur de fenòmens pròpiament vitals que mai podran ser reduïts a fenòmens purament fisicoquímics. S'entén que, amb això, Magendie es limita a proposar-nos un "viatge d'anada i tornada" a les fosques propietats vitals de Bichat. Això sí, en el trajecte deixarà fonamentada ja per sempre la possibilitat d'una medicina científica i les bases del seu mètode. De fet, gran part de l'obra de Claude Bernard s'inspirarà en la necessitat de matisar les dures crítiques que el seu mestre va dirigir -en to amb freqüència ofensiu i provocador- a la biologia vitalista.
Les precisions metodològiques proposades per Magendie inclouen el mètode experimental com a única eina vàlida per a la medicina científica que pretén crear. Aquest mètode és concebut per Magendie com a alternativa al mètode especulatiu emprat pels Naturphilosophen  (els biòlegs romàntics), als quals qualifica de "sistemàtics" (en al·lusió al fet que són els seus "sistemes" metafísics els que determinen l'origen de les hipòtesis del científic).
La seva concepció del mètode experimental no és, malgrat tot, moderna, ja que es basa en una interpretació inductivista de la forma de procedir de la ciència. En efecte, Magendie creu que, en el cas que existeixin, les lleis que regeixen els fenòmens biològics només poden trobar-se analitzant, recopilant, i observant multitud d'experiments i fets concrets. Les hipòtesis no tenen cabuda en la ciència proposada per Magendie, per entendre que el seu dubtós origen pot estar en l'arrelat "esperit de sistema" de la influent ciència romàntica alemanya. Caldrà esperar a Claude Bernard per tornar a les hipòtesis un lloc en el mètode experimental. Per tal de garantir l'existència de lleis en biologia -posades en dubte per l'inductivisme radical i conseqüent de Magendie-, Bernard haurà d'introduir de fet una hipòtesi metodològica en la seva teoria de la ciència: l'axioma del determinisme.
Sorprenentment, el fons filosòfic de la concepció dels organismes proposada per l'empirista Magendie, té una clara orientació finalista. Aquest finalisme implícit el portarà a sostenir que la medicina no té els seus fonaments ni en l'anatomia (segons la proposta de la teoria dels teixits de Bichat) ni en les asèptiques taxonomies (com volia el seu mestre Pinel). En el pensament biològic de Magendie, l'anatomia se subordina a la fisiologia. Per aquest motiu en el Précis s'exposen en primer lloc la funció i els seus excitants, per tal de continuar després amb la descripció anatòmica dels òrgans que concorren en aquesta funció.
La seva acceptació de l'existència d'unitats elementals -encara complexes- (els teixits), ja de per si "vives", en els organismes, el va portar a ser un dels pocs científics europeus (aliens a l'àmbit d'influència d'Alemanya) partidaris de l'ús del microscopi.

## Eponímia
- Foramen o forat de Magendie[4]
- Llei de Bell-Magendie[5]
- Signe de Magendie[6] · [7] (skew deviation)[8]